# Pere Arcas i Mas
Pere Arcas i Mas (Barcelona, 29 de setembre de 1927 – Barcelona, 6 d'agost de 2017) militant del PSUC i represaliat polític durant el franquisme. En la seva infància va viure exiliat a la URSS com a part dels Nens de Rússia.

## Biografia
Pere Arcas i Mas va néixer el 29 de setembre de 1927 a la ciutat de Barcelona. Fill de pares republicans i sindicalistes, el seu pare ocupava un càrrec en la direcció de la UGT de Barcelona durant la guerra civil espanyola, va viure els primers anys de la seva vida en la II República espanyola i el posterior conflicte civil. Amb l'esclat de la guerra anà a viure a Santa Coloma amb la seva àvia per protegir-se del conflicte.
Quan tenia dotze anys, amb l'entrada de les tropes franquistes a Catalunya i el final del conflicte va marxar amb la seva mare a l'exili a França. Fingint ser coix va poder travessar la frontera i seguir al costat de la seva mare, amb qui es va instal·lar a un poble prop de la ciutat d'Agen durant cinc mesos. El seu pare, gràcies a les seves vinculacions polítiques, va poder exiliar-se a la URSS poc després de travessar la frontera amb França i va reclamar la seva dona i fill. A Moscou es retrobà tota la família. Pere no retornà a Catalunya fins 20 anys després.
Pere Arcas fou enviat a una casa de nens espanyols, els coneguts com a Nens de Rússia, prop de Moscou. Els pares de Pere, a diferència de la majoria dels altres nens van seguir vivint a Rússia i podien visitar-lo. Amb l'escalat de la Segona Guerra Mundial i la invasió Nazi de la URSS el 1941 van ser evacuats a l'Àsia central, a la ciutat de Kokand. El 1943 juntament amb un grup de joves espanyols, Pere Arcas s'allistà a l'Exèrcit Roig per donar suport al front, tot i que no hi va arribar a lluitar mai, per ser considerat massa jove, tenia 16 anys.
En finalitzar la guerra la majoria d'espanyols van ser desmobilitzats de l'exèrcit i Pere Arcas anà a treballar a una fàbrica d'aviació de Moscou. S'està allà fins al 1957 quan retornà a Barcelona.
Amb l'arribada a Catalunya Pere Arcas s'afilià i milità activament al PSUC que actuava clandestinament. La dificultat de l'activitat política dissident del règim el va dur a ser detingut en diverses ocasions. Una d'aquestes detencions va convertir-se finalment en una estada a la Presó Model, on es va estar tres mesos, però finalment va quedar lliure després que la justícia no trobés cap incompliment concret.
Amb la finalització de la dictadura Franquista la seva vida es va normalitzar i va poder mantenir-se actiu políticament participant en l'associació d'Amics de la ONU, CCOO o l'Associació Catalana d'Expresos Polítics del Franquisme.